# Ariolimacidae
Ariolimacidae is een familie van weekdieren uit de klasse van de Gastropoda (slakken).

## Taxonomie
De volgende onderfamilies en geslachten zijn bij de familie ingedeeld:
- Onderfamilie Ariolimacinae Pilsbry & Vanatta, 1898
  - Geslacht Meadarion Pilsbry, 1948
  - Geslacht Ariolimax Mörch, 1859
  - Geslacht Magnipelta Pilsbry, 1953
  - Geslacht Anadenulus Cockerell, 1890
  - Geslacht Hesparion Simroth, 1892
  - Geslacht Prophysaon Bland & Binney, 1874
- Onderfamilie Zacoleinae Webb, 1959
  - Geslacht Zacoleus Pilsbry, 1903
  - Geslacht Udosarx Webb, 1959